# Peter Bellwood
Peter Bellwood, né en 1943 à Leicester, en Angleterre, est un préhistorien australien, professeur émérite à l'université nationale australienne.

## Formation
Peter Stafford Bellwood obtint son Bachelor of Arts (BA) en 1966 et son doctorat (PhD) en 1980 au King's College de Cambridge, en Angleterre.

## Carrière
Peter Bellwood était professeur d'archéologie et d'anthropologie à l'université nationale australienne, à Canberra.

## Travaux
Peter Bellwood est spécialiste des domaines suivants :
- Préhistoire de l'Asie du Sud-Est et du Pacifique d'un point de vue archéologique, linguistique et biologique. Il est connu notamment pour sa théorie appelée Out of Taïwan (« sortie de Taïwan »), selon laquelle les premiers Austronésiens qui ont peuplé l'Asie du Sud-Est durant la période du Néolithique sont originaires de l'île de Taïwan.
- Origines de l'agriculture et conséquences sur les plans culturel, linguistique et biologique au niveau mondial.
- Liens interdisciplinaires entre l'archéologie, la linguistique et la biologie humaine.

Dans les années 2000, Peter Bellwood a travaillé sur des fouilles archéologiques aux Philippines et au Viêt Nam.

## Organismes et associations
Peter Bellwood a été secrétaire général de l'Indo-Pacific Prehistory Association et rédacteur en chef du Bulletin of the Indo-Pacific Prehistory Association.

## Activité éditoriale
Peter Bellwood est ou a été membre du comité de rédaction des revues suivantes :
- Asian Perspectives ;
- Journal of Archaeological Method and Theory ;
- Journal of Austronesian Studies ;
- Journal of World Prehistory ;
- Review of Archaeology ;
- Sarawak Museum Journal.

## Principales publications

### Ouvrages
- 1995 : Peter S. Bellwood, James J. Fox et Darrell T. Tryon, The Austronesians: historical and comparative perspectives, ANU E Press, 1995 (ISBN 978-0-7315-2132-6, lire en ligne)
- 1997 : Peter Bellwood, Prehistory of the Indo-Malaysian Archipelago (2e édition), Honolulu, University of Hawaii Press
  - 2000 : Prasejarah Kepulauan Indo-Malaysia, PT Gramedia Pustaka Utama, Jakarta (traduction du précédent en indonésien)
- 2006 : Peter Bellwood, First Farmers: The Origins of Agricultural Societies, Oxford, Blackwell, lauréat du Society of American Archaeology Book Award
- 2013 : Peter Bellwood, First Migrants: Ancient Migration in Global Perspective, John Wiley & Sons, 2013 (ISBN 978-1-4051-8908-8, lire en ligne)
- 2017 : Peter Bellwood, First Islanders: Prehistory and Human Migration in Island Southeast Asia, Wiley-Blackwell,  (ISBN 978-1-1192-5154-5)

### Direction éditoriale
- 2002 : Peter Bellwood et Colin Renfrew (dir.), Examining the Farming/language Dispersal Hypothesis, Cambridge, McDonald Institute for Archaeological Research
- 2004 : Ian Glover et Peter Bellwood (dir.), Southeast Asia: From Prehistory to History, Londres, Routledge Curzon

### Articles et contributions
- 2001 : Peter Bellwood, Early agriculturalist population diasporas? Farming, languages and genes, Annual Review of Anthropology, 30
- 2003 : Jared Diamond et Peter Bellwood, Farmers and their languages: the first expansions, Science 300
- 2004 : Peter Bellwood, Colin Renfrew’s emerging synthesis: farming, languages and genes as viewed from the Antipodes, in Martin Jones (dir.), Traces of Ancestry: Studies in Honour of Colin Renfrew, Cambridge, McDonald Institute for Archaeological Research
- 2005 : Peter Bellwood et Peter Hiscock, Australia and the Austronesians, in Chris Scarre (dir.), The Human Past, Londres, Thames and Hudson
- 2005 : Peter Bellwood et Eusebio Dizon, The Batanes Archaeological Project and the “Out Of Taiwan” Hypothesis for Austronesian Dispersal, Journal of Austronesian Studies, Taitung, Taiwan
- 2005 : Peter Bellwood, Examining the language/farming dispersal hypothesis in the East Asian context, in L. Sagart, R. Blench et A. Sanchez-Mazas (dir.), The Peopling of East Asia: Putting Together Archaeology, Linguistics and Genetics, Londres, Routledge Curzon

## Filmographie
Peter Bellwood a contribué, en tant que conseiller historique, à la réalisation du film Highlander de Russell Mulcahy en 1986.